# Nykodym (Horenko)
Nykodym (světským jménem: Viktor Vasyljovyč Horenko; * 26. února 1972, Zalissja) je ukrajinský duchovní Ukrajinské pravoslavné církve Moskevského patriarchátu, arcibiskup a metropolita žytomyrský a novohrad-volynský.

## Život
Narodil se 26. února 1972 ve vesnici Zalissja Kyjevské oblasti. Následně se rodina přestěhovala do Černobylu.
Po Černobylské havárii byl s rodinou evakuován do Kryvého Rihu.
Roku 1987 nastoupil na hudební učiliště, které dokončil roku 1991 se specializací učitele hudby a zpěvu. Absolvoval také vojenskou službu.
Od roku 1995 byl poslušníkem Kyjevskopečerské lávry. Dne 14. prosince 1996 jej biskup Symeon (Šostackyj) rukopoložil na diákona. Sloužil v chrámu Zesnutí přesvaté Bohorodice ve Volodymyru. Od roku 1998 studoval na Kyjevském duchovním semináři.
Dne 10. prosince 1998 byl povýšen na protodiákona a 3. června 2001 byl rukopoložen na jereje.
Od roku 2002 studoval na Kyjevské duchovní akademii. Dne 2. března 2002 jej biskup vyšhorodský Pavlo (Lebiď) postřihnul na monacha se jménem Nykodym na počest svatého Nikodéma.
Dne 19. května 2002 byl povýšen na igumena a 24. září 2003 na archimandritu.
Dne 27. srpna 2006 byl jmenován sekretářem volodymyr-volynské eparchie.
Dne 31. května 2007 jej Svatý synod Ukrajinské pravoslavné církve zvolil biskupem šepetivským a slavutským. Dne 3. června 2007 byl oficiálně jmenován biskupem a o den později proběhla jeho biskupská chirotonie. Hlavním světitelem byl metropolita kyjevský a celé Ukrajiny Volodymyr (Sabodan).
Dne 10. června 2007 byl ustanoven biskupem volodymyr-volynským a 14. června 2011 biskupem žytomyrským.
Dne 22. dubna 2012 byl povýšen na arcibiskupa a 28. července 2017 na metropolitu.